# Svolvær
 è una città nella contea di Nordland, in Norvegia, situata sulle isole Lofoten e nel comune di Vågan, di cui è capoluogo. La città ha una popolazione di 4 739 abitanti (2020).
Separata da Vågan nel 1918, Svolvær è stata di nuovo fusa con Vågan il 1º gennaio 1964.

## Geografia fisica
Svolvær è situata sulle isole Lofoten sulla costa sud di Austvågøy; si affaccia dunque a sud sul Mar di Norvegia ed è sormontata, a nord, dalle montagne.
La più famosa montagna, Svolværgeita, venne per la prima volta scalata nel 1910. Riparata dalle montagne a nord ed a ovest, Svolvær è in una zona con meno nebbia, e in estate, con temperature più alte rispetto alla parte occidentale delle isole Lofoten, ma anche con più precipitazioni piovose create dalle stesse montagne.

## Storia
Nei pressi dell'attuale Svolvær, presso lo stretto porto naturale di Kabelvåg, era ubicato il primo insediamento della Norvegia del Nord, Vågar. Vågar è menzionato nella raccolta di saghe Heimskringla, motivo per cui se ne ipotizza la fondazione già nel IX secolo. In quest'area fu costruita anche una delle prime chiese del nord della Norvegia, risalente a circa 900 anni fa.

## Economia
La principale attività economica della città è legata alla pesca del merluzzo bianco in inverno e all'itticoltura del salmone. Anche importanti aziende come Secora e Loftkraft hanno sede nel comune.
Il turismo sta diventando sempre più importante, poiché Svolvær è un punto di partenza ottimale per i turisti in visita alle isole (sono circa 200000 quelli che passano da Svolvær ogni anno). Molti artisti sono rimasti ispirati dalla luce delle Lofoten, motivo per cui nel comune ci sono molte opere e gallerie d'arte. In città vi è anche un noto museo sulla Seconda guerra mondiale (il Lofoten Krigsminnemuseum). Dal porto è possibile partire per escursioni di whale watching (osservazione delle balene e delle orche) e gite in barca nelle vicinanze dello stretto di Raftsundet, con la sua famosa diramazione Trollfjord.

## Infrastrutture e trasporti
Parte della città è stata costruita su piccole isole collegate da ponti. C'è un aeroporto regionale e un porto che fa da scalo per l'Hurtigruten. Esiste un traghetto che collega Svolvær a Skutvik e Hamarøy ed un traghetto espresso che arriva a Bodø e Narvik. La strada Lofast ha recentemente fornito alla città un collegamento diretto alla terraferma e all'aeroporto di Harstad/Narvik a Evenes.

## Amministrazione

### Gemellaggi
- Ancona[senza fonte]

## Galleria d'immagini

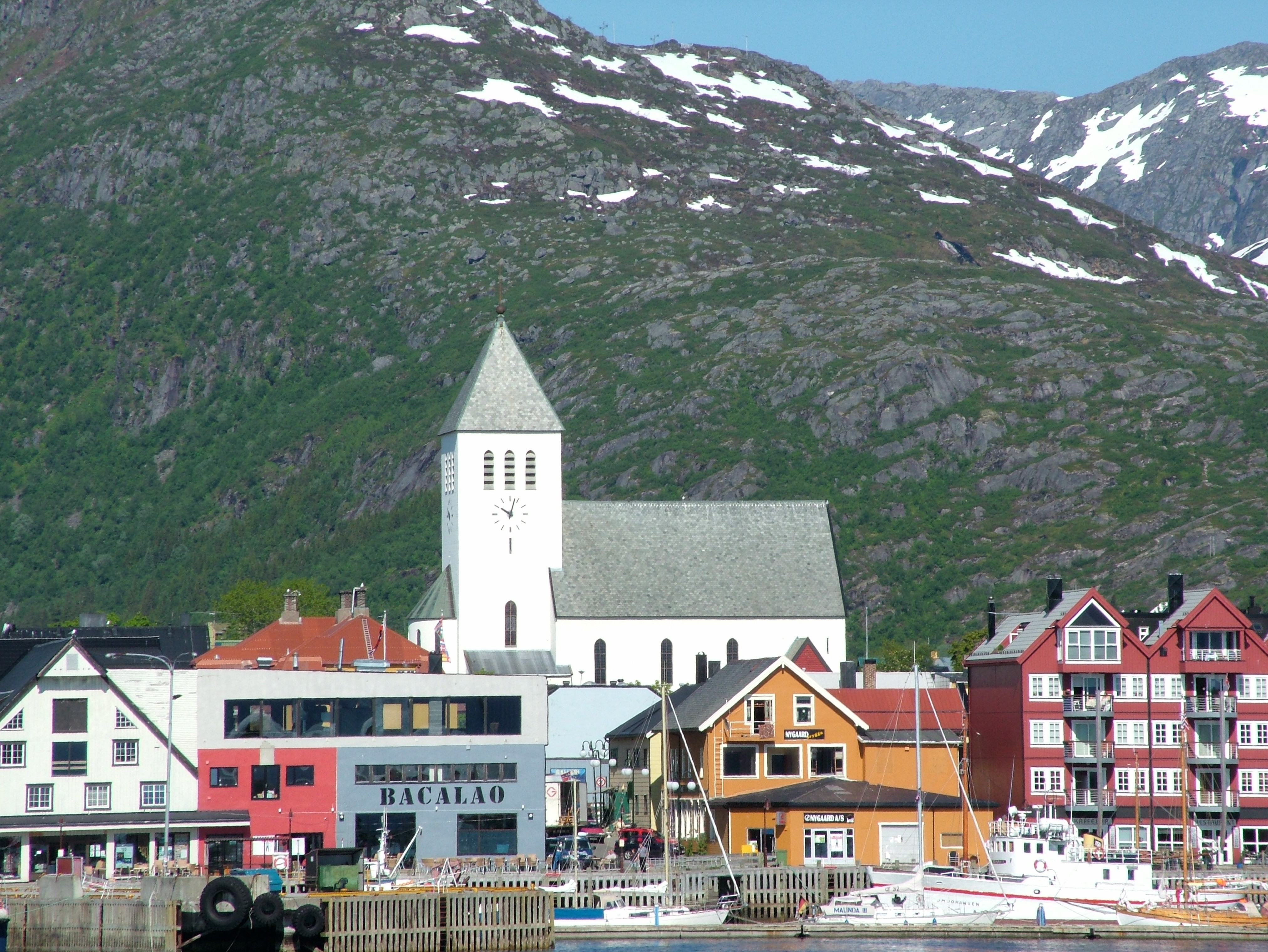
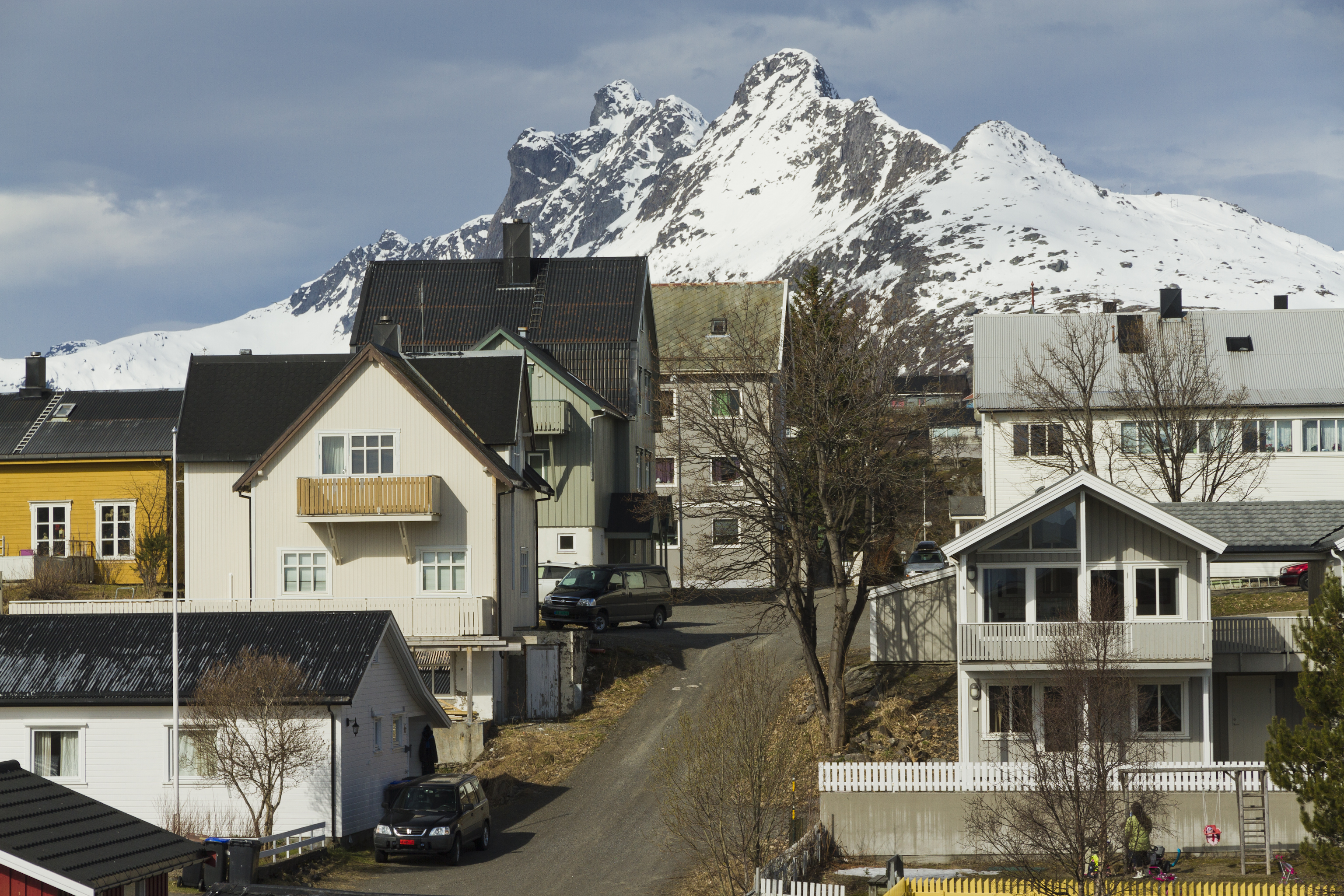
Le vie del centro abitato
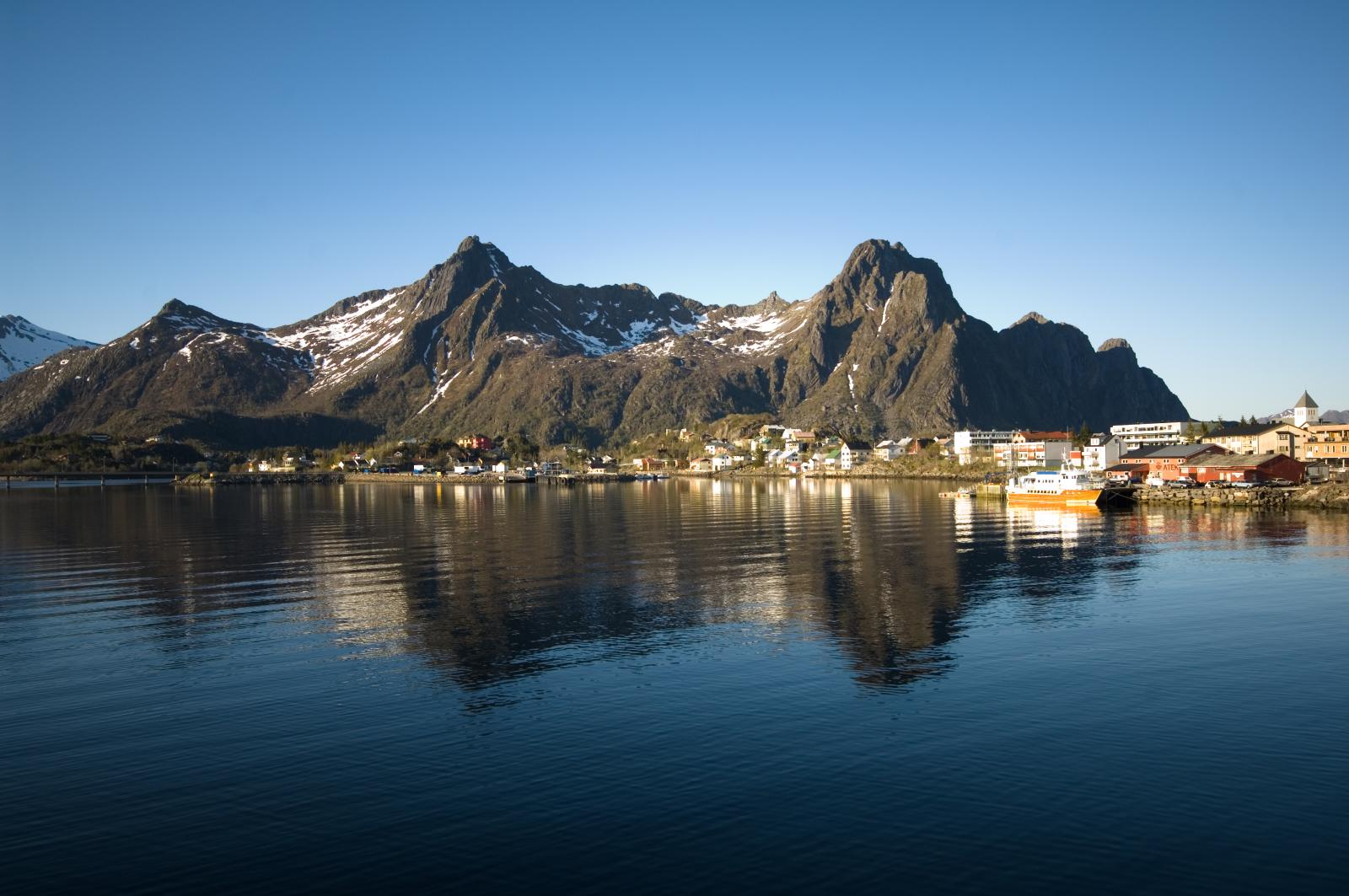
La città vista dal mare
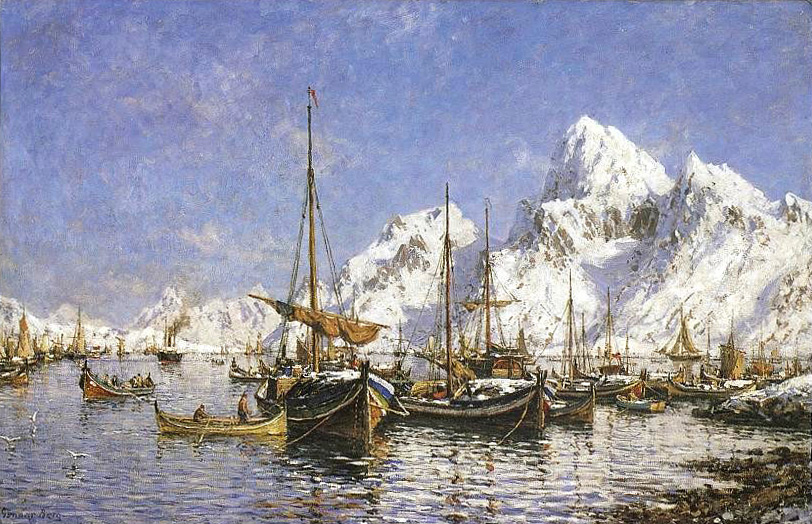
Svolvær dipinta da Gunnar Berg
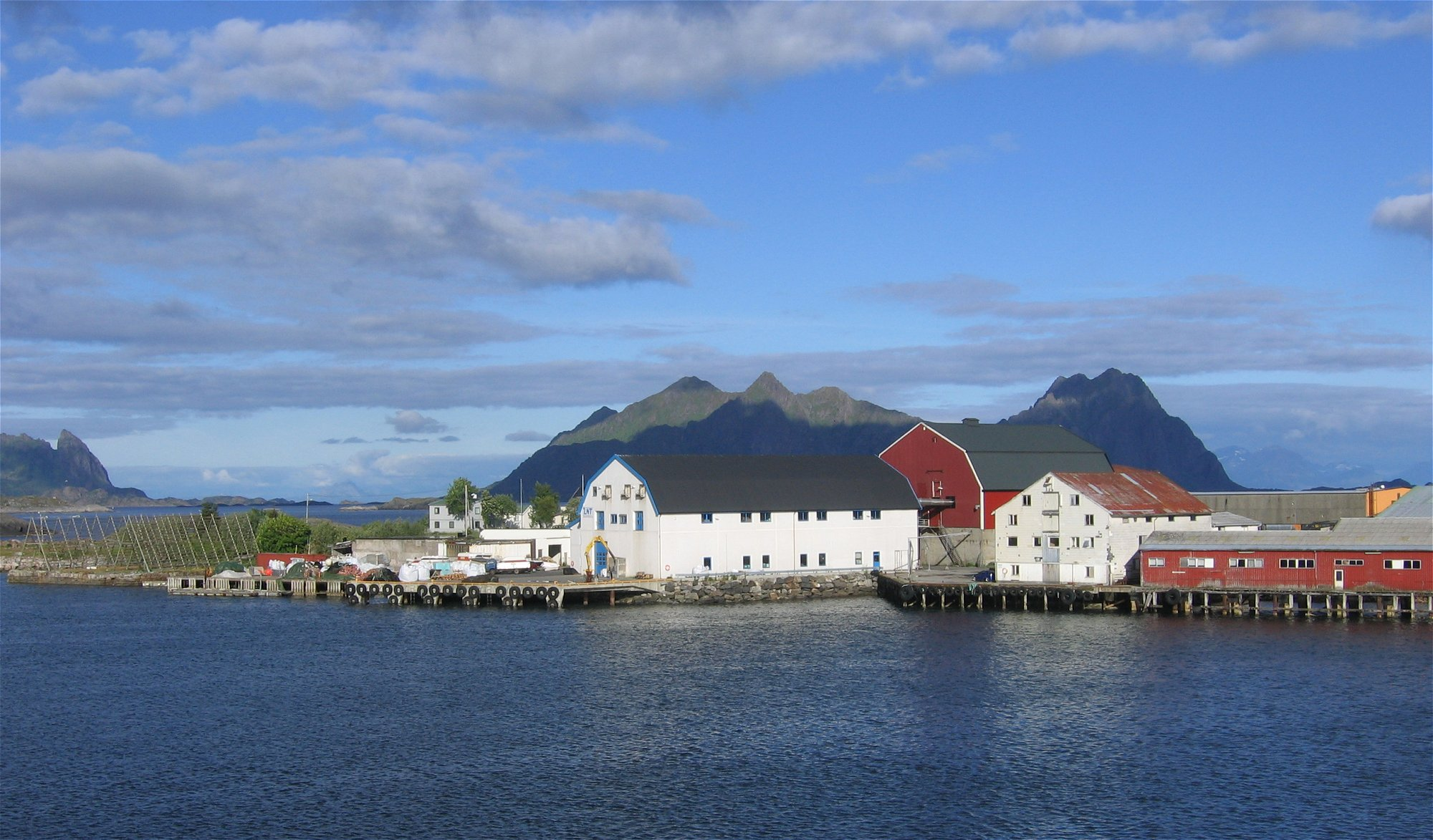
Il porto di Svolvær nel 2008
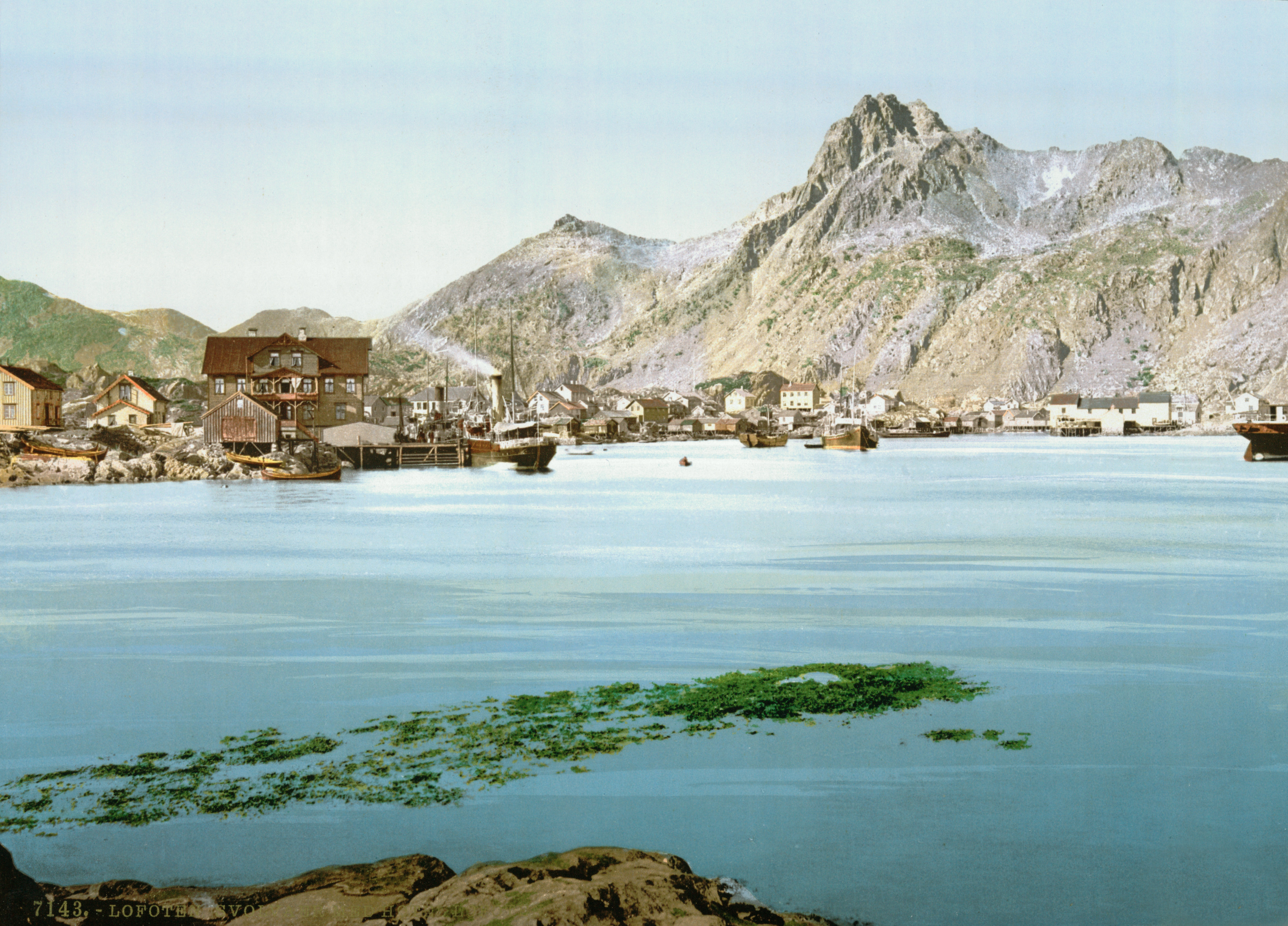
Svolvær nel 1890
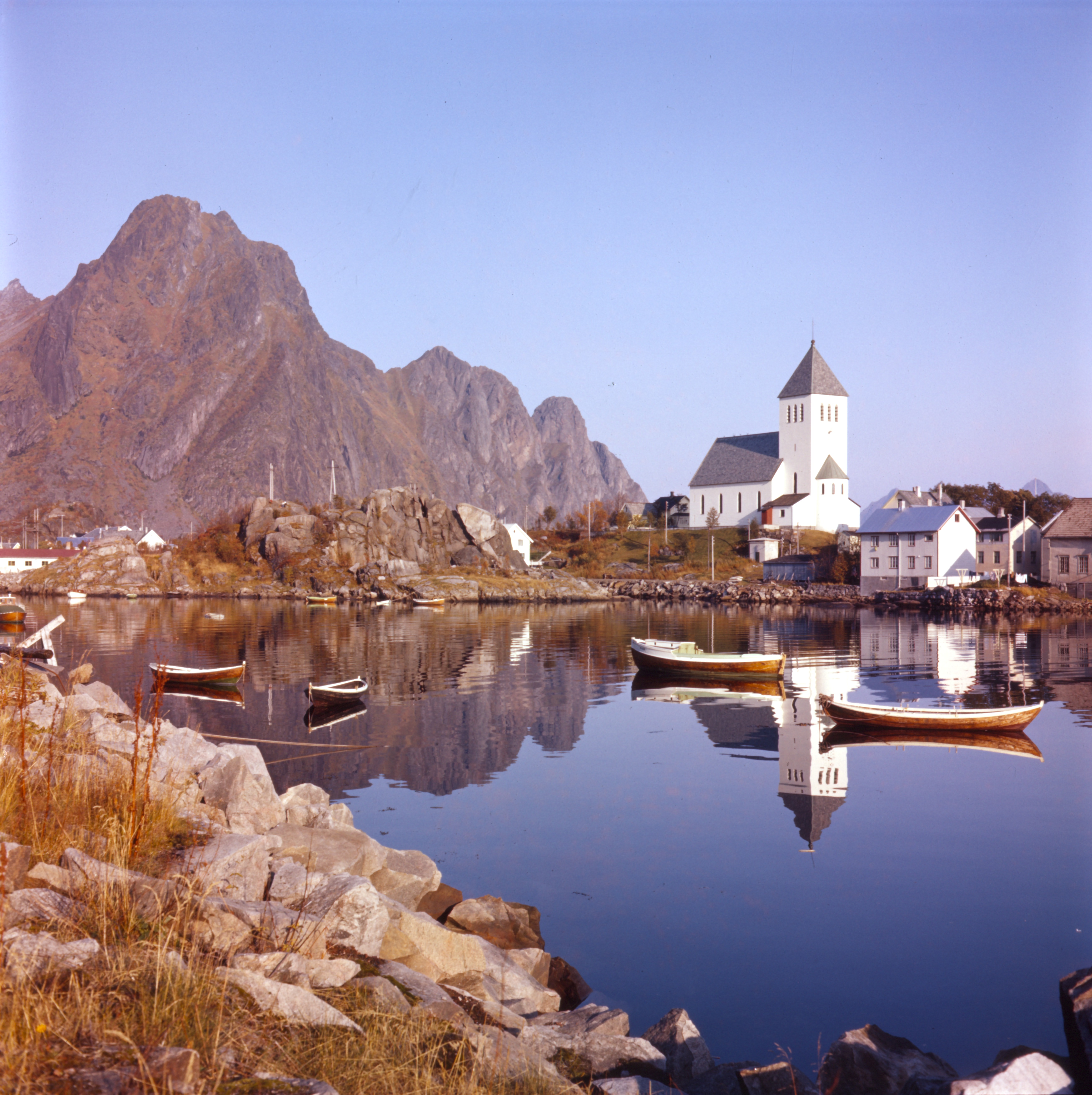
La chiesa di Svolvær
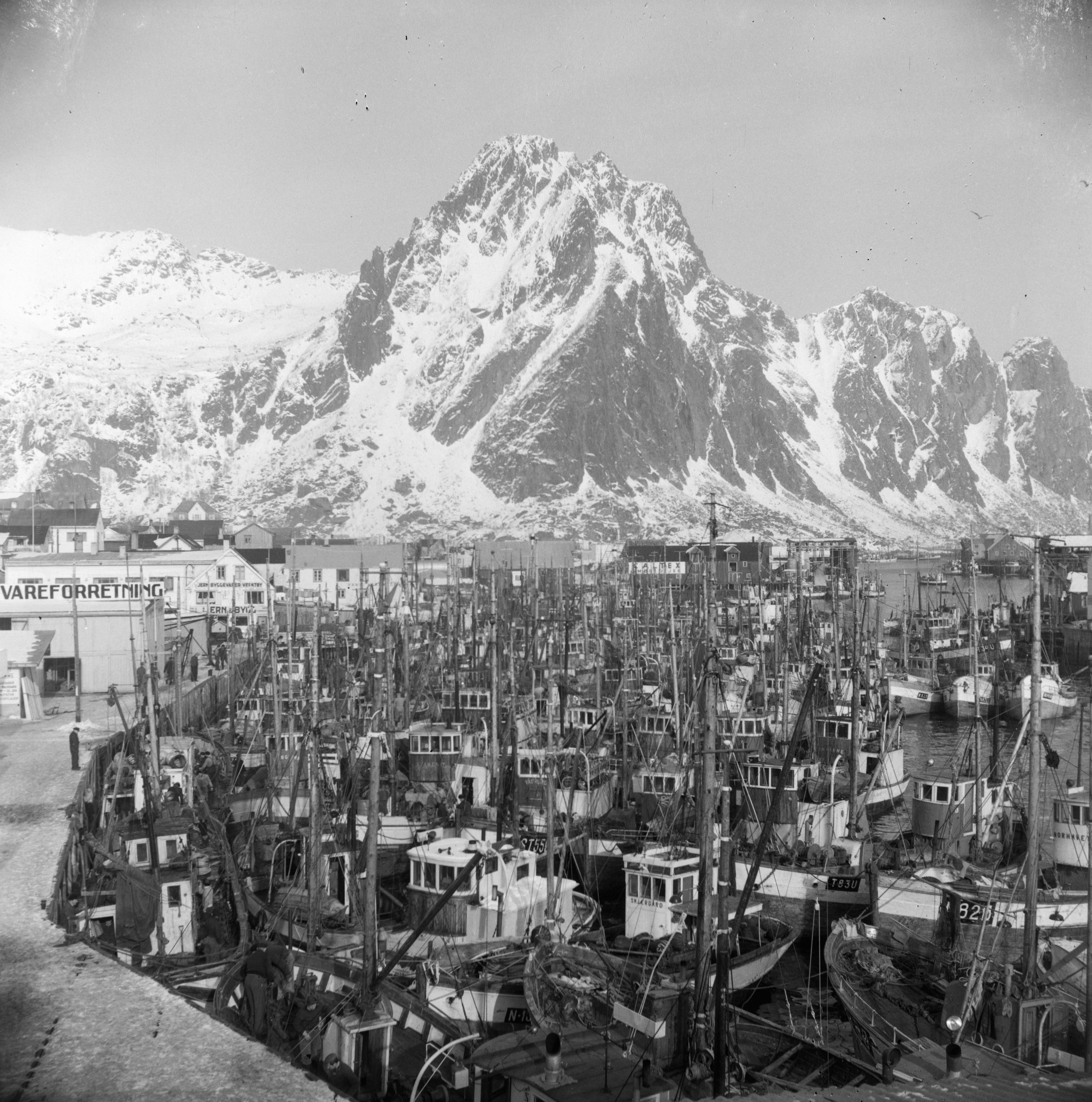
Il porto di Svolvær
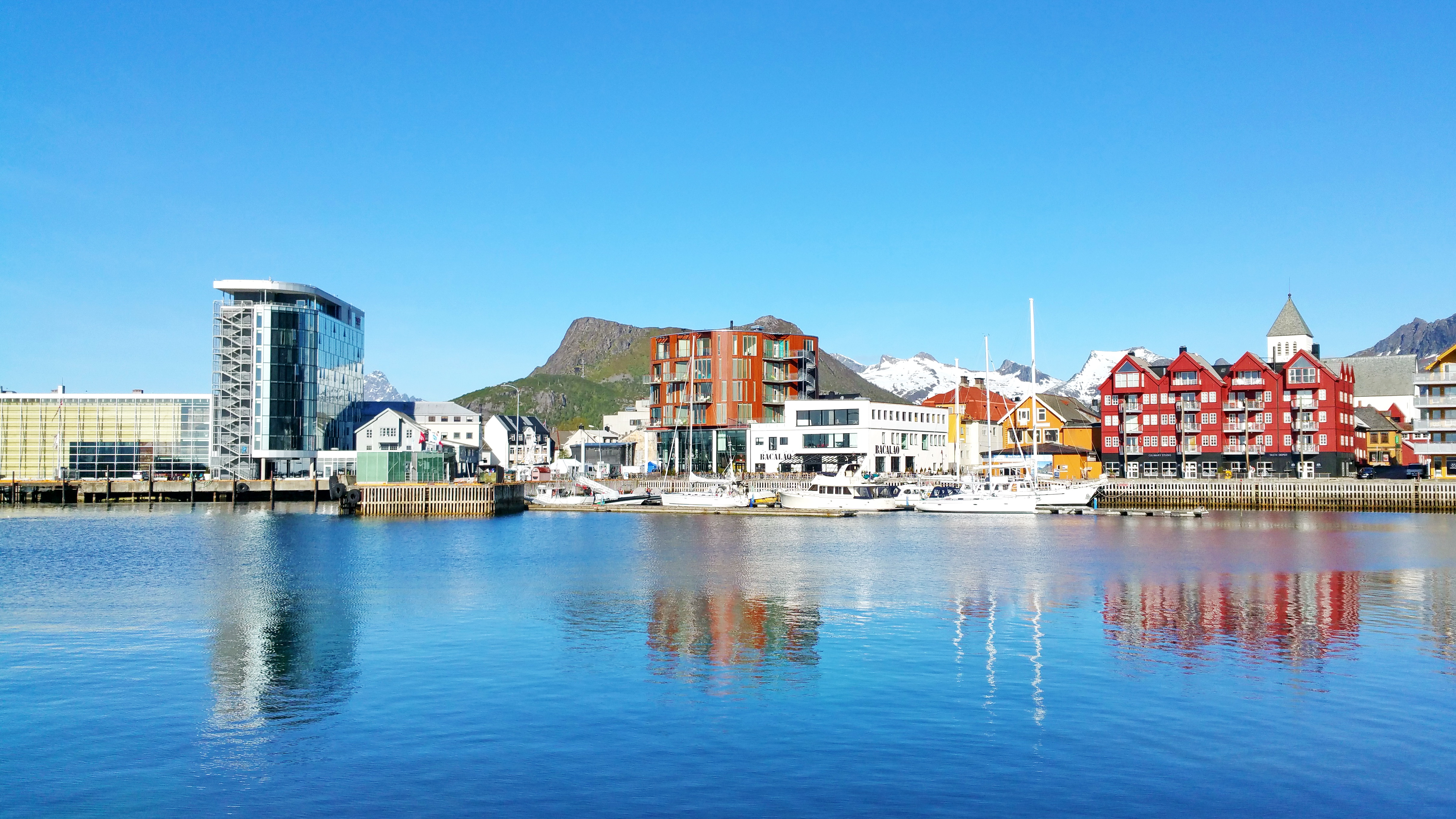
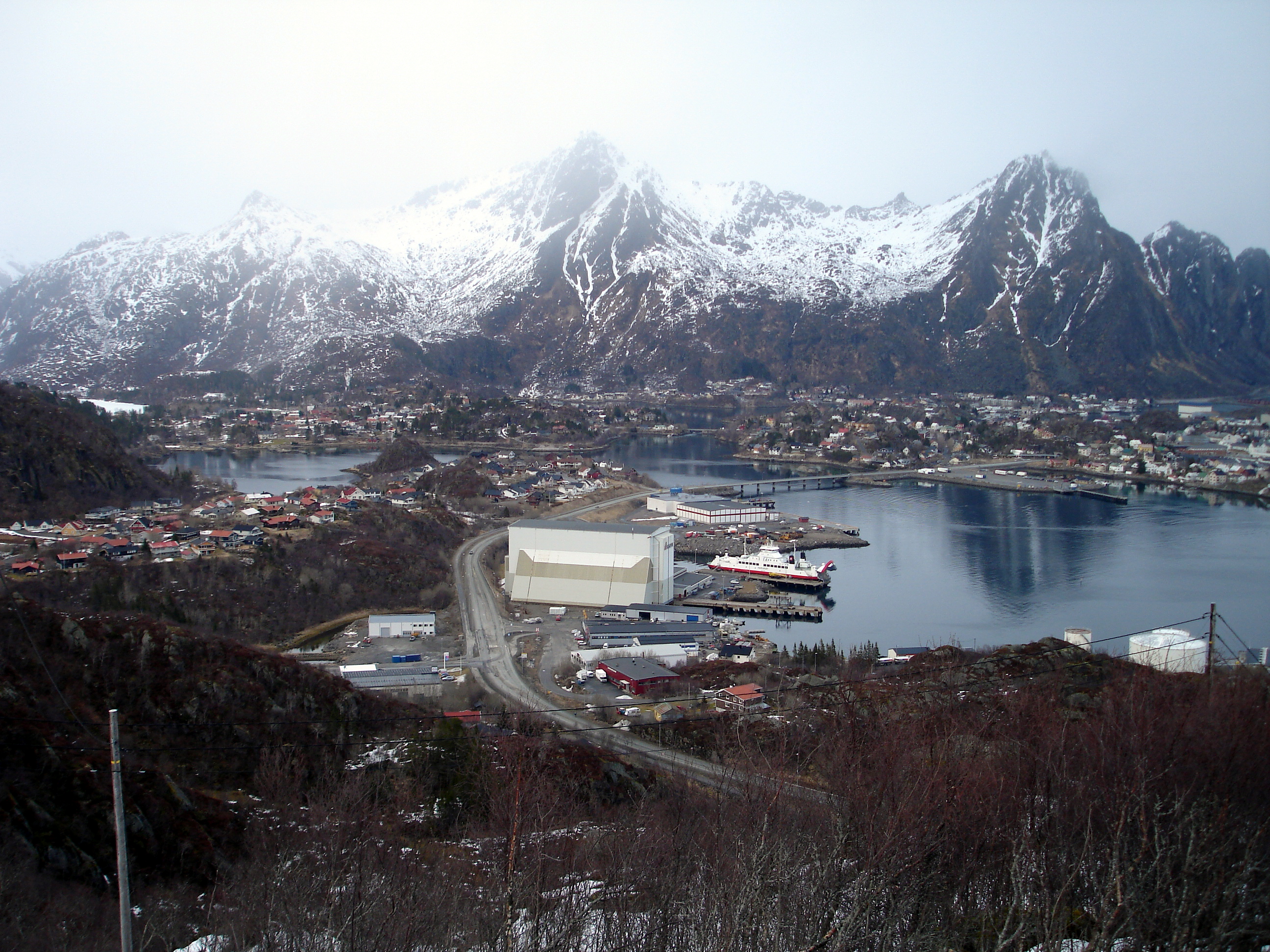
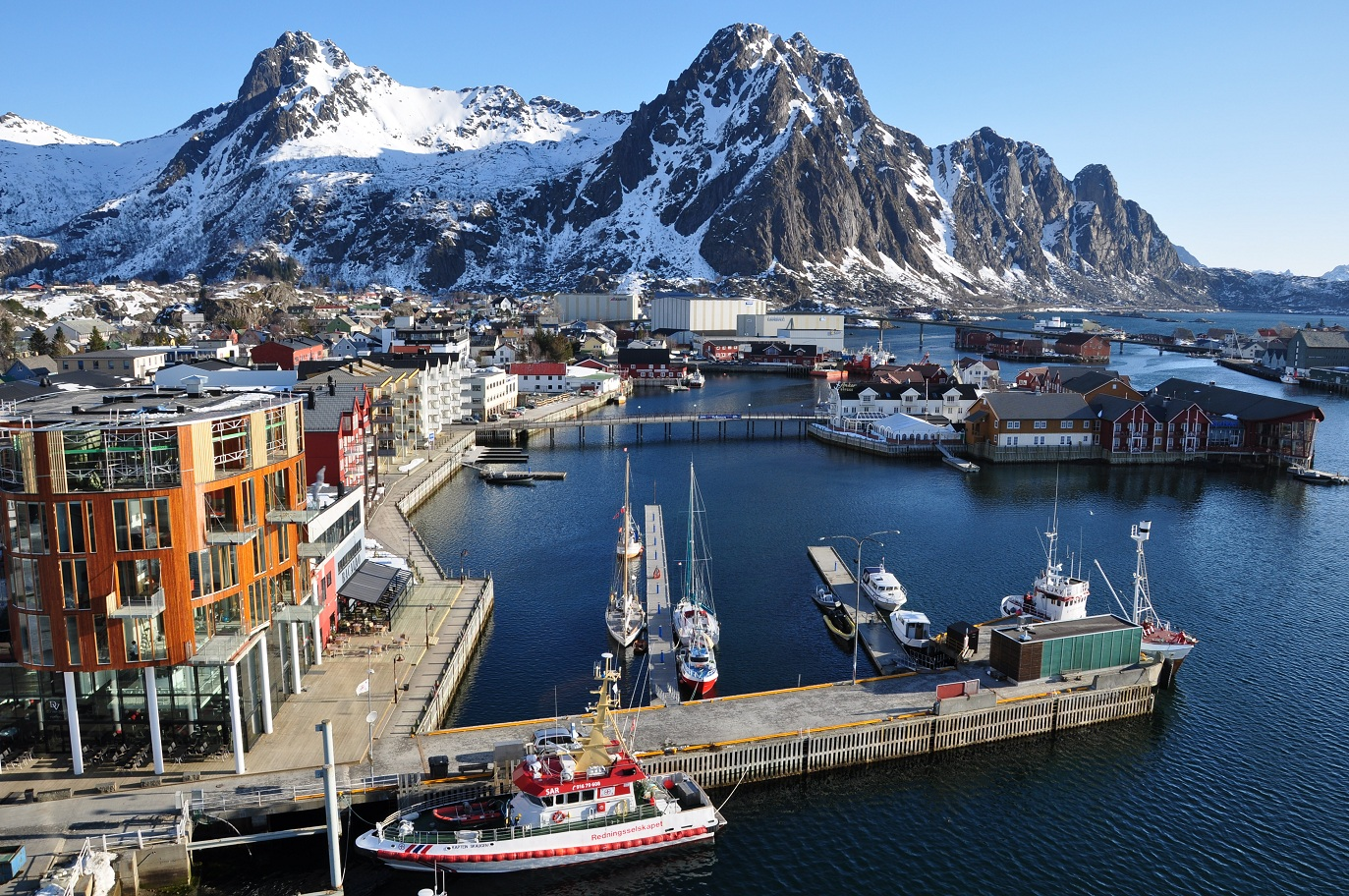